# Dave Bennett (cầu thủ bóng đá, sinh năm 1939)
David Michael Bennett (5 tháng 3 năm 1939 – tháng 11 năm 2009) là một cầu thủ bóng đá người Anh thi đấu cho Arsenal, Portsmouth, Southampton, Bournemouth và Guildford City, ở vị trí tiền vệ chạy cánh.